# Yellow Winterthur
Le Yellow Winterthur est un club suisse de handball basé à Winterthour. Le club fut fondé en 1961.
La section masculine évolue en 2e division du championnat de Suisse.
La section féminine évolue en première division du championnat de Suisse depuis la saison 2009-2010.

## Palmarès
section masculine
section féminine
- finaliste de la coupe de Suisse en 2012 et 2016